# Viviana Guzmán
Viviana Guzmán (Concepción, 20 de agosto de 1982) es una flautista, compositora, bailarina y poeta chilena. Destacada por el New York Times como «una artista imaginativa», fue discípula de los flautistas James Galway y Jean-Pierre Rampal.

## Biografía
Nace en Concepción el 20 de agosto de 1982. Nace con una displasia de cadera; "el peor caso del país", según ella, tras lo cual sería sometida a varias operaciones. Guzmán dice haberse interesado en la flauta en parte por razones prácticas (su discapacidad le impedía tocar instrumentos más grandes), y tras haber escuchado el Carnaval de Venecia de Paul Génin.
Desde los 6 años vive en Estados Unidos. A los 13 años gana una beca para estudiar en la Universidad de Aspen, en Colorado, la cual extiende durante 5 años más. Allí conoce a Albert Tipton, a quien menciona como su primer profesor de flauta, y más tarde al norirlandés James Galway y al francés Jean-Pierre Rampal, cuyas clases describe como magistrales. En 1992 se gradúa de la Escuela Juilliard.
Su música ha sido descrita por la escritora Isabel Allende como "celestial". El San Mateo County Times la describe como

... la primera flautista desde la exitosa carrera de sus profesores, Jean-Pierre Rampal y James Galway, que sea capaz de establecer una sostenida carrera como solista en su instrumento.

 En 2012 actúa en dúo junto a la pianista rapanui Mahani Teave en Beijing.
Travelling Sonata, su último álbum, fue nominado al Grammy.

## Discografía
| 1996 | Telemann Flute Fantasies |
| 1997 | Planet Flute             |
| 2000 | Danza de amor            |
| 2001 | Serenity                 |
| 2002 | Mostly Tango             |
| 2006 | Argentine Music          |
| 2007 | Meditations For Flute    |
| 2013 | Traveling Sonata         |